# Elizabeth Craig
Marion Elizabeth Craig (Brockville, 26 de septiembre de 1957) es una deportista canadiense que compitió en remo.
Participó en dos Juegos Olímpicos de Verano en los años 1976 y 1984, obteniendo una medalla de plata en Los Ángeles 1984 en la prueba de dos sin timonel. Ganó cinco medallas en el Campeonato Mundial de Remo entre los años 1977 y 1983.

## Palmarés internacional
| Juegos Olímpicos   | Juegos Olímpicos             | Juegos Olímpicos  | Juegos Olímpicos |
| Año                | Lugar                        | Medalla           | Prueba           |
| ------------------ | ---------------------------- | ----------------- | ---------------- |
| 1984               | Los Ángeles (Estados Unidos) | Medalla de plata  | Dos sin timonel  |
| Campeonato Mundial |                              |                   |                  |
| Año                | Lugar                        | Medalla           | Prueba           |
| 1977               | Ámsterdam (Países Bajos)     | Medalla de bronce | Dos sin timonel  |
| 1978               | Cambridge (Nueva Zelanda)    | Medalla de plata  | Dos sin timonel  |
| 1981               | Múnich (RFA)                 | Medalla de plata  | Dos sin timonel  |
| 1982               | Lucerna (Suiza)              | Medalla de bronce | Dos sin timonel  |
| 1983               | Duisburgo (RFA)              | Medalla de bronce | Dos sin timonel  |